# كريستوفر غوميز
كريستوفر غوميز (بالإنجليزية: Christopher Gómez)‏ (15 مارس 1989 بأستراليا - ) هو لاعب كرة قدم أسترالي في مركز الهجوم. لعب مع ماركوني ستاليونز وسانت جورج ساينتس ‏ وBankstown City FC ‏ وBlacktown Spartans FC ‏ وMacarthur Rams FC ‏ وPenrith Nepean United FC ‏ وPersepam Madura Utama ‏.

## وصلات خارجية
- كريستوفر غوميز على موقع Soccerway.com (الإنجليزية)